# San Roque (Barva)
San Roque è un distretto della Costa Rica facente parte del cantone di Barva, nella provincia di Heredia.